# فدراسیون جهانی قایقرانی بادبانی
فدراسیون جهانی قایقرانی بادبانی (انگلیسی: World Sailing) نهاد اداره‌کننده مسابقات قایقرانی بادبانی در سطح جهان است.
این سازمان در سال ۱۹۰۷ تأسیس شده و مقر آن ساوت‌همپتون، انگلستان است.